# NGC 294
NGC 294 es un cúmulo abierto de estrellas , se encuentra en la constelación de tucana.
NGC 294 fue descubierto el 11 de abril de 1834 por John Herschel, tiene una masa de 6500 soles, es de época J2000.
Se encuentra a unos 200,000 Año luz de distancia del sol, en la Pequeña Nube de Magallanes, tiene una Magnitud aparente de 12.24, tiene una Ascensión recta de 00h 53m 04s, una Declinación de -73° 22' 49" y un Diámetro angular de 1.7 X 1.7.
Este Cúmulo globular tiene unos 500 millones de Año luz de edad .